# Maciej Kordysz
Maciej Kordysz (ur. 2 sierpnia 1985 roku) – polski siatkarz, grający na pozycji przyjmującego i atakującego.
Pochodzi z Oławy i tam swoją karierę rozpoczął w klubie Moto Jelcz Oława. Jest absolwentem klasy sportowej IX Liceum Ogólnokształcącego, im. Cypriana K. Norwida w Częstochowie. Przez rok uczęszczał do Szkoły Mistrzostwa Sportowego w Spale. Wraz z reprezentacją Polski wywalczył srebrny medal Mistrzostw Europy Kadetów w 2003 roku. Zdobył wraz z zawodnikami Norwida Częstochowa złoty medal na Ogólnopolskiej Olimpiadzie Młodzieży w 2004 roku. W sezonie 2003/2004 był zawodnikiem Pamapol AZS Częstochowa. W sezonie 2004/2005 grał w zespole AZS PWSZ Nysa (PLS). W kolejnym sezonie wywalczył z drugoligowym zespołem SPS Zduńska Wola awans do I ligi, spędził tam dwa sezony będąc jednym z najlepszych zawodników i uzyskując 2. miejsce w plebiscycie Siedmiu Wspaniałych. W sezonie 2007/2008 Kordysz reprezentował pierwszoligowy zespół MKS Energetyk Jaworzno. W sezonie 2008/2009 grał dla MKS-u Orzeł Międzyrzecz AZS-AWF. Kordysz w sezonie 2009/2010 zasilił szeregi ekstraligowego beniaminka Pamapol Siatkarz Wieluń i niestety talent zawodnika nie został doceniony i sezon 2010/2011 grał w lidze niżej – w GTPS-ie Gorzów Wielkopolski. W sezonie 2011/2012 był zawodnikiem Cuprum Mundo Lubin.

## Przebieg kariery
| Lata                   | Klub                            |
| ---------------------- | ------------------------------- |
|                        | Moto Jelcz Oława                |
| 2001–2003              | Norwid Częstochowa              |
| 2003–2004              | Pamapol AZS Częstochowa         |
| 2004–2005              | AZS PWSZ Nysa                   |
| 2005–2007              | SPS Zduńska Wola                |
| 2007–2008              | MKS Energetyk Jaworzno          |
| 2008–2009              | MKS Orzeł Międzyrzecz AZS-AWF   |
| 2009–2010              | Pamapol Siatkarz Wieluń         |
| 2010–2011              | GTPS Gorzów Wielkopolski        |
| 2011–2014              | Cuprum Mundo Lubin              |
| 2014–2015              | Espadon Szczecin                |
| 2015–2018              | Ishøj Volley                    |
| 2018–2021              | Olimpia Sulęcin                 |
| 2021–2022 (do 02.2022) | KPS Stalpro Joker Powiat Pilski |
| 2022– (od 03.02.2022)  | Anioły Toruń                    |

## Sukcesy klubowe
Liga polska:
- 2004

I liga polska:
- 2012
- 2011, 2013, 2014

Liga duńska:
- 2016

## Sukcesy reprezentacyjne
Mistrzostwa Europy Kadetów:
- 2003